# 本田土寿
本田 土寿（ほんだ つちとし、1961年1月31日 - ）は、日本の競走馬生産者、馬主。熊本県熊本市東区戸島町で本田土寿牧場を経営、日本中央競馬会（JRA）のグレード重賞勝ち馬を送り出した。熊本市出身。

## 来歴
1961年、熊本県出身。高校時代にアラブ種の牝馬を購入したことをきっかけに牧場経営を志し、卒業時に父に頼み込んで牧場を開業。輓馬などを生産していたが、のちにサラブレッドの生産も開始する。その後一度牧場を手放し、全国を転々としながら生産していたが、2002年に岡田繁幸が購入した生産馬が「マイネルマリク」の名でデビューすると、重賞のたんぽぽ賞勝ちなど3勝を挙げた。こののち熊本市に戻り、友人より売却された農地から自らの手で牧場をつくり、現在の生産形態に至っている。2021年には、生産馬のヨカヨカが北九州記念を勝ち熊本県産馬としてJRA重賞初制覇を、2023年にはイロゴトシが中山グランドジャンプを勝ちGI競走初制覇を果たした。現在、南阿蘇村に分場（育成場）を建設中である。
牧場では競走馬生産のほか種牡馬の繋養も行っており、現在はアレスバローズなど3頭の種牡馬が繋養されている。
JRAおよび地方競馬全国協会（NAR）に登録する馬主でもある。勝負服の柄は赤、白星散、赤袖、冠名には「ダイチノ」を用いる。

## 主な生産馬

### JRA重賞優勝馬
- ヨカヨカ（2021年北九州記念、フィリーズレビュー2着、葵ステークス2着）
- イロゴトシ（2023年・2024年中山グランドジャンプ）

### 地方重賞優勝馬
- マイネルマリク（2005年たんぽぽ賞）
- カシノデューク（2013年霧島賞）
- エリーバラード（2019年たんぽぽ賞）
- イロエンピツ（2021年たんぽぽ賞）
- オバケノキンタ（2023年たんぽぽ賞）

### その他の生産馬
- カシノティーダ（2018年ひまわり賞）
- ヒノクニ（2021年ひまわり賞[注 1][4]）

## 繋養種牡馬
- ロードバリオス[1][5]
- アレスバローズ[1][5]
- コパノチャーリー[1]

### 過去の繋養馬
- メガスターダム[6]
- ミスキャスト[6]
- ブラックホーク[6]
- カンパニー[5]